# Kettle Falls
Kettle Falls és una població dels Estats Units a l'estat de Washington. Segons el cens del 2000 tenia 1.527 habitants.

## Demografia
Segons el cens del 2000, Kettle Falls tenia 1.527 habitants, 632 habitatges, i 398 famílies. La densitat de població era de 627,2 habitants per km².
Dels 632 habitatges en un 33,7% hi vivien nens de menys de 18 anys, en un 47,2% hi vivien parelles casades, en un 11,2% dones solteres, i en un 37% no eren unitats familiars. En el 31,8% dels habitatges hi vivien persones soles el 14,4% de les quals corresponia a persones de 65 anys o més que vivien soles. El nombre mitjà de persones vivint en cada habitatge era de 2,42 i el nombre mitjà de persones que vivien en cada família era de 3,05.
Per edats la població es repartia de la següent manera: un 29,4% tenia menys de 18 anys, un 8,3% entre 18 i 24, un 25,9% entre 25 i 44, un 20,5% de 45 a 60 i un 15,8% 65 anys o més.
L'edat mediana era de 34 anys. Per cada 100 dones de 18 o més anys hi havia 92,2 homes.
La renda mediana per habitatge era de 27.031 $ i la renda mediana per família de 34.375 $. Els homes tenien una renda mediana de 33.750 $ mentre que les dones 23.750 $. La renda per capita de la població era de 13.614 $. Aproximadament el 15,1% de les famílies i el 21,1% de la població estaven per davall del llindar de pobresa.

## Poblacions més properes
El següent diagrama mostra les poblacions més properes.